# Faronta multistria
Faronta multistria là một loài bướm đêm trong họ Noctuidae.